# Пабат Олександр Вікторович
Пабат Олександр Вікторович (нар. 22 березня 1974, Полтава) — громадський діяч, лідер громадських організацій «Громадський Актив Києва», «Народна Армія спасіння». Депутат Київської міської ради з 2002 по 2020 рік, кандидат в Президенти України 2010, політичний діяч, ініціатор створення «Плану спасіння країни», кандидат економічних наук.

## Біографія
У 1987 році разом із родиною переїхав з Полтави до Києва.
Закінчив школу № 90 зі срібною медаллю, вступив до медичного інституту, факультет стоматології. З 2-го курсу пішов працювати в компанію «Фінанси і кредит».

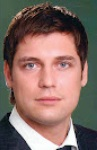
Олександр Пабат до нещасного випадку.

Пізніше вступив до Університету ім. Т. Г. Шевченка на юридичний факультет, а також паралельно закінчив факультет фінансового менеджменту в Національному економічному інституті (колишній Інститут народного господарства).
Два роки пропрацював заступником голови Святошинської районної держадміністрації, відповідав за питання економіки, промисловості, підприємництва та інвестицій.
Після подій 2004 року розпочав активну політичну діяльність, створив політичну партію «Громадський актив Києва».
2009 року створив «Народну армію спасіння», що працювала над широкомасштабним проектом зі збору ініціатив громадян України для створення «Плану спасіння країни».
2010 року балотувався на президентських виборах, де на думку КВУ вважався технічним кандидатом. Такий висновок зокрема зробили ґрунтуючись на даних про членів окружкомів.
Інвалід І групи по зору з 2 лютого 2013 року, коли під час святкування дня народження одного зі своїх друзів був тяжко поранений у голову феєрверком.
2015 року обраний депутатом Київської міської ради 8-го скликання від БПП «Солідарність». У травні 2019 року оголосив про вихід з фракції через її ребрендинг. БПП «Солідарність» змінила назву на «Європейську солідарність». Пабат заявив, що "не розуміє цінностей, закладених у нову назву партії «Європейська солідарність».
У 2020 році був кандидатом у депутати Київської міської ради від партії «Перемога Пальчевського»
У 2020 році завершив політичну діяльність.

## Особисте життя
Одружений, виховує двох синів.
Заснував ювелірний дім Pabat&Co.